# 1883 год в истории железнодорожного транспорта
1883 год в истории железнодорожного транспорта

## События
- На территории Туниса построена монорельсовая дорога длиной около ста километров.[1]

## Новый подвижной состав
- Коломенским заводом выпущена первая партия танк-паровозов системы Ферли (серия Ф).